# Nutella

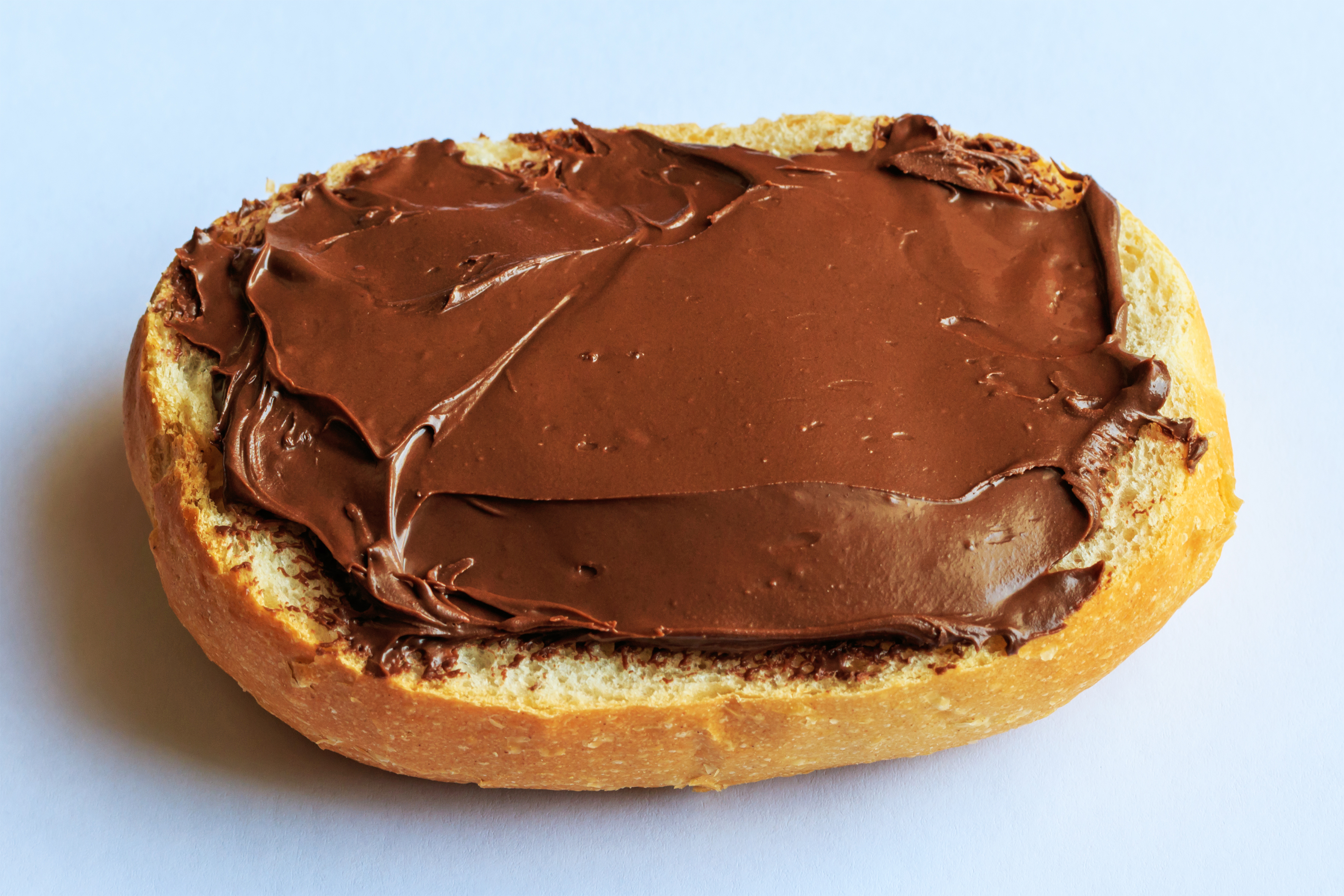
Белый хлеб с Нутеллой

Nutella («Нуте́лла») — зарегистрированный товарный знак джандуйи — пьемонтской шоколадной пасты, или сладкого спреда с лесными орехами, какао и молоком. Выпускается итальянской компанией Ferrero S.p.A. с 1964 года.

## Характеристика

### Состав
Сахар 55 %, модифицированное пальмовое масло 23 %, лесной  орех 13 %, обезжиренное какао 4 %, обезжиренное сухое молоко 5 %, лактоза, сухая сыворотка, эмульгатор (соевый лецитин), ароматизатор идентичный натуральному (ванилин).
Состав варьируется от страны к стране: например, в итальянской версии содержание сахара меньше, чем во французской. В варианте для России, США, Канады, Украины и Мексики используется пальмовое масло (до 2006 года применялось арахисовое). Незначительно колеблется процентная доля сухого молока: от 5 % (в России, Италии, Греции) до 8,7 % (в Австралии и Новой Зеландии).

### Пищевая ценность (100 г)
- Фосфор: 172 мг = 21,5 % (*)
- Магний: 70 мг = 23,3 % (*)
- Витамин E (токоферол): 6,6 мг = 66 % (*)
- Витамин B2 (рибофлавин): 0,25 мг = 15,6 % (*)
- Витамин B12 (цианокобаламин): 0,26 мкг = 26 % (*)

(*) — рекомендуемой дневной нормы согласно европейским нормам.
Рекомендуемая компанией Ferrero норма Нутеллы — 15 г (две чайные ложки). Такая порция содержит 80 ккал, 1 г белка, 4,7 г жиров и 8,3 г сахара.
В производимой во Франции Нутелле содержание трансжиров 0,1 %, в производимой в России — неизвестно.

## Применение

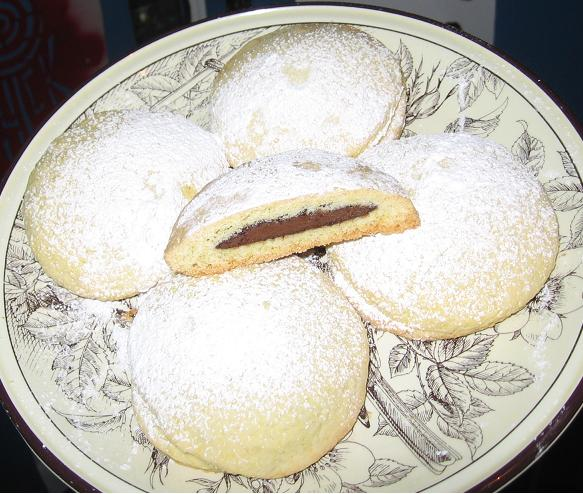
Печенье с Нутеллой

Нутелла применяется в качестве начинки для бутербродов, блинов, кексов, вафель, тостов, круассанов и другого. В смешанном виде со взбитыми сливками используется для приготовления тортов и пирожных. Продукт потребляется и в чистом виде.

## История
В 1946 году Пьетро Ферреро, владелец пекарни в Альбе, выпустил первую партию шоколадной пасты под названием Pasta Gianduja в виде батончиков, завёрнутых в фольгу. В связи с нехваткой шоколада первые годы после окончания Второй мировой войны Ферреро добавлял в пасту фундук, которого было в достатке в Пьемонте. В 1951 году он создал кремовую версию продукта, получившую название Supercrema.
В 1963 году его сын Микеле Ферреро внёс изменения в состав пасты, и в 1964 году на рынок вышел продукт в стеклянных баночках под названием Nutella, который быстро обрёл популярность и получил коммерческий успех.
Начиная с 2007 года, ежегодно 5 февраля отмечается Всемирный день «Нутеллы». Идея создания этого праздника родилась в Италии, и наиболее активные гулянья происходят там же. Празднования сопровождаются концертами, уличными торжествами и дегустацией блюд, приготовленных с использованием «Нутеллы».
В 2007 году Нутелла возглавила представленный журналом Forbes рейтинг 10 простых идей, принёсших миллиарды своим создателям.
В феврале 2009 года Facebook обнародовал рейтинг наиболее посещаемых страниц сайта. Третье место заняла Нутелла, набрав почти 3 млн поклонников.

## Производство и продажа
«Нутелла» продаётся в 75 странах мира. Импортёр в России с 1995 года — ЗАО «Ферреро Руссия» (Московская область). C 2011 года Nutella для российского рынка производится на фабрике компании в селе Ворша Владимирской области. Компания «Ферреро» являлась одним из спонсоров футбольного клуба «Торпедо» Владимир. На форме выступавшей в Первенстве ФНЛ 2011/12 команды располагался логотип Nutella. С 1997 по 2000 год Nutella была одним из официальных спонсоров Лиги чемпионов УЕФА.
Ежегодно в Италии производится 179 тысяч тонн Нутеллы.
По данным 2006 года, Нутелла приносит компании Ferrero 38 % её годового оборота в 5,1 млрд евро.
Рекламный слоган — «Che mondo sarebbe senza Nutella?» (с итал. — «Каким был бы мир без Нутеллы?»).

### Исключительные выпуски
- К чемпионату Европы по футболу в 2008 году была выпущена оригинальная 850-граммовая стеклянная банка Нутеллы в «итальянской спортивной форме». Серия вышла в ограниченном количестве (3,5 млн экз.) и была доступна в продаже до конца мая 2008 года[14].
- В честь перехода на евро на немецком рынке в 2002 году была выпущена банка в 1,95583 кг (фиксированный курс обмена немецкой марки на евро).
- В 2009 году была выпущена серия коллекционных стаканов Нутеллы, на каждом из которых был изображён один из знаменитых персонажей мультсериала «Looney Tunes»: Багз Банни, Даффи Дак, Вилли Койот и Твити[15].